# Domajinci
Domajinci – wieś w Słowenii, w gminie Cankova. W 2018 roku liczyła 216 mieszkańców.